# پراهوم
پراهوم فشردهٔ گیاه هوم است که با آبزور و شیر و فشردهٔ ساقهٔ هذانَئپَتا آمیخته شده باشد و در سنت پارسیان هذانَئپَتا عبارت است از درخت انار. امروزه فشردهٔ شاخهٔ انار به جای هذانَئپَتا با آب زور و پراهوم آمیخته می‌شود. انار و چوب و میوهٔ آن در میان اقوام قدیم جنبهٔ تقدس داشته و همیشه مورد توجه بوده‌است.